# 연방주의

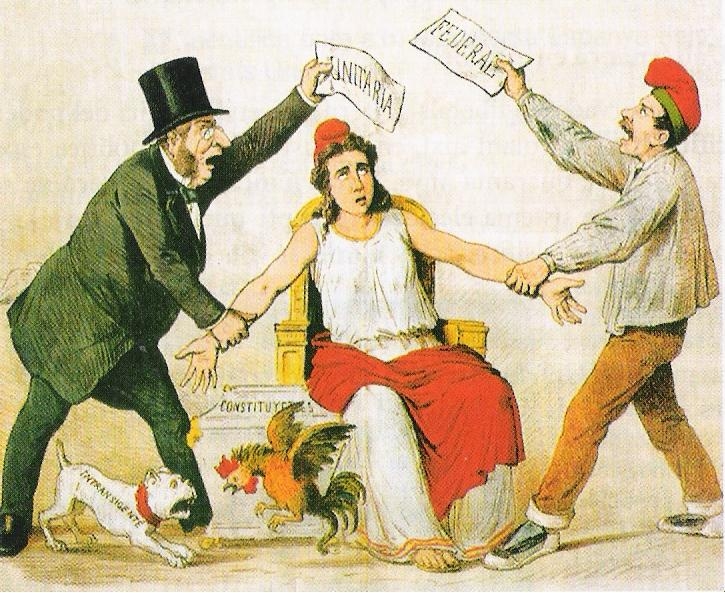

연방주의(聯邦主義, Federalism)는 국가 통치 이념으로 지방정부보다 중앙정부의 전체의 이익을 내세우는 통합 이념이면서 한편으로는 정반대로 이러한 통합된 권력을 다시 지방정부를 통해 시민(또는 국민) 절대다수의 민의에 의해 운용될 수 있게 하는 분권의 장치로서 이해된다.
예를 들면 미국은 건립 때부터 중앙 정부와 지방 정부간 권력이 나뉜 연방으로 정부를 구성하여 왔다. 미국 연방 헌법을 작성할 당시 연방주의자와 반 연방주의자 간의 갈등이 심하였고 이 대립이 헌법에 잘 나타나 있다. 그리하여 미국 중앙 정부는 헌법에 명시된 권한만 가지게 되었고 나머지 권한은 주에 귀속되는 체계를 확립하였다. 중앙정부가 절대적인 권한을 가진 것이 아닌 지방정부와 다른 영역에서 통치권을 행사하는 식으로 통치구조가 형성되었다.

## 다층구조
연방주의는 미국, 러시아, 캐나다, 독일, 호주 등 여러 나라에서 보여지는 헌법상 명시된 정부 운영 개념인 연방제에서뿐만 아니라 헌법상 명시가 되지 않았더라도 재정적인 관점에서도 연방주의의 특성을 확인할 수 있는 국가나 또는 나아가 연방주의의 개념이 호환될 수 있는 지방분권에서도 확인되는 개념으로 다층구조로 이를 이해해볼 수 있다. 특히 영연방, 미주 기구 등도 연방주의 관점에서 이해할 수 있기에 연방주의의 특별한 경우라고 볼 수도 있다.

## 통합과 분권
일반적으로 연방주의의 선행조건으로 복수개의 주권이 제시되어야 할 때 이러한 복수개의 주권이 최상위와 차상위의 다층구조 속에서 통합과 분권을 이루며 이는 역사상 '권력의 집중'으로인한 폐단을 효과적으로 완화할 수 있는 장치로서  연방주의가 현존하는 이유로 언급되기도 한다.

## 유형
- 협력적 연방주의 - 연방과 주 사이의 독자성보다는 정책 연계와 협력을 특성으로 하는 연방제를 이른다. 독일과 같은 연방제를 이르는 말로, 미국과 달리 연방은 입법 영역에서 고유한 권한을 갖고 있고, 주(州)는 법을 실행하는 행정 권한을 나누어 가짐으로써 연방은 제한된 영역에서만 독자적인 행정부를 구축하게 되고, 주 정부 역시 정책 결정의 결과에 책임성을 공유하게 된다.
- 비대칭적 연방주의 - 연방 정부와 지방 정부 간의 입법 기능과 행정 기능 영역이 서로 일치하지 않고 각각 결합되어 있는 모형.
- 대립적 연방주의 - 미국과 같이 상대적으로 주(州)와 연방의 독자성이 강하고 연방과 주의 업무 영역이 비교적 뚜렷이 구분되는 연방주의.
- 국가 내적 연방주의 - 미국, 캐나다와 같이 연방과 주의 권한이 정책 영역에 따라 분할되는 국가 간 연방주의와 달리, 권한 유형에 따라 구분되는 형태의 연방주의로 독일이 대표적이며 독일의 연방 국가는 입법 영역에서 고유한 권한을 갖는 반면, 주는 법을 실행하는 행정 권한을 갖는다.

## 신연방주의
미국에서 연방 정부의 역할과 권한을 축소하고, 상대적으로 주(州) 정부의 책임과 권한을 늘리는 정책으로 1969년에 미국의 닉슨 대통령이 전임 존슨 행정부의 ‘위대한 사회’ 건설 계획과의 차별화를 위해 제창한 정책이다.

## 제도
법을 포함한 제도의 관찰은 여러 나라들의 연방주의를 비교하는데 유용한 이해의 도구가 될 수 있다. 특히 입법권이나 조세 징수권같은  법과 재정에 대한 소재는 각 나라들의 연방주의를 이해하는데 주요한 의미를 갖는다.

## 같이 보기
- 보충성의 원리
- 국제기구